# Tenryū-ji
Tenryū-ji (jap. 天龍寺 Świątynia Niebiańskiego Smoka) – świątynia buddyjska szkoły zen rinzai w Kioto, w Japonii, główna świątynia jednego z czternastu odłamów szkoły rinzai – linii tenryū-ha.

## Historia klasztoru
W miejscu przyszłego klasztoru Tenryū istniał konwent Danrin-ji, ufundowany przez cesarzową Tachibana-no-Kachiko (橘嘉智子, 786–850), żonę cesarza Sagi (786–842). Powstał on w okresie jowa (834-848). W połowie okresu Heian (794-1192) klasztor ten popadł w całkowitą ruinę. Cesarz Go-Saga (1220–1272) po abdykacji wybudował w tym miejscu pałac nazwany Kameyama-dono. Pałac został odziedziczony przez cesarza Kameyamę (1249–1305), a później przez wnuka – cesarza Go-Daigo (1288–1339).
W sierpniu 1339 roku zmarł cesarz Go-Daigo i Musō Soseki poprowadził ceremonię. Natychmiast także przedstawił siogunowi Takaujiemu Ashikadze plan zamienienia letniego pałacu cesarskiego Kameyama na klasztor zen poświęcony zmarłemu cesarzowi. Po wyrażeniu zgody natychmiast ruszyły prace budowlane i główny budynek klasztoru Tenryū był gotowy w 1340 roku. Wkrótce także zmieniono nazwę na Ryakuō Shishō Zen-ji (暦応資聖禅寺). Jednak po śnie brata sioguna Tadayoshiego, w którym złoty smok wyłonił się z rzeki i wzbił nad świątynię, zmieniono nazwę na Tenryū Shishō Zen-ji, w skrócie – Tenryū-ji.
W 1344 roku klasztor został poświęcony. Był uważany za pokutę sioguna Takaujiego, za krzywdy jakie wyrządził cesarzowi Go-Daigo. W czasie ceremonii poświęcenia modlono się na wszystkich zmarłych po obu stronach konfliktu.
W 1343 roku Musō zaprojektował ogród klasztorny. W 1345 roku ukończono budowę budynku Dharmy (jap. hattō), więc kompleks klasztorny mógł być uważany za zakończony i Musō zrezygnował ze stanowiska opata, przekazując je w ręce swojego ucznia – Mukyoku Shigena (1282–1359).
W kwietniu 1351 roku rozpoczęto budowę budynku mnichów, podstawowego budynku w klasztorach zen, który został poświęcony 20 lipca tego samego roku.
Na liście systemu gozan z 1341 roku świątynia zajmowała drugą pozycję w Kioto, po Nanzen-ji. Na ostatniej liście pochodzącej z 1386 roku w okresie panowania sioguna Yoshimitsu Ashikagi (1358–1408) zajmowała pozycję pierwszą, przy czym „pierwszym świątynią zen w kraju” była Nanzen-ji.
Pod koniec swojego życia mistrz zen Ryūzan Tokken (1284–1358) został opatem Tenryū-ji (a był także opatem Kennin-ji oraz Nanzen-ji).
Świątynia była trapiona przez pożary w latach: 1358, 1367, 1373, 1380, 1447 i 1467. W czasie wojny ery Ōnin (1467–1477) ponownie uległa zniszczeniu.
W latach 30. XV wieku świątynia została dopuszczona do handlu z Chinami w okresie panowania dynastii Ming. Zgodnie z chińską polityką zabraniano wszelkiego handlu z niechińskimi krajami. Z kolei cesarze japońscy nie godzili się na podporządkowanie swojego kraju Chinom. Za cenę wpływania na wybór opatów w tej świątyni, mogła ona prowadzić wymianę handlową z Chinami. Poprzez świątynię Tenryū-ji na Okinawie i inne, mnisi prowadzili handel w trójkącie Chiny-Okinawa-Japonia aż do XIX wieku.
Dzięki tym handlowym relacjom kompleks klasztorny liczył 330 000 m². Na tym terenie znajdowało się około 150 pawilonów świątynnych.
Jedną z ciekawszych postaci na stanowisku 236. opata (od 1868) był Yuri Tekisui (znany także jako Giboku Tekisui) (1822–1899), który odnowił obiekt po zniszczeniach oraz był pierwszym reprezentantem połączonych tradycji zen w narodowym instytucie znanym jako Daikyō-in.
W 1893 roku 238 opatem został Gazan Shotei (1853–1900).
W 1864 roku wybuchły zamieszki w Kioto, w wyniku których klasztor prawie całkowicie spłonął. Gdy sytuacja się uspokoiła, pod kierunkiem Tekisui Giboku (1822–1899), klasztor został odbudowany, chociaż ze względu na trudny okres trwało to bardzo długo. W 1871 roku został mianowany opatem jeszcze na wpół zburzonego klasztoru. W rok później zaczął prowadzić także linię przekazu Tenryū-ji i jego celem stało się zgromadzenie jak największej ilości praktykujących, co stało się możliwe po ukończeniu budynku Dharmy w klasztorze. W 1883 roku udało się otworzyć nowy budynek mnichów, który prowadził od 1889 roku Ryōen Genseki (1842–1918), do tej pory zbierający pieniądze na odbudowę klasztoru. W 1892 roku Tekisui zrezygnował ze stanowiska opata i przekazał je Ryōenowi. Po kilku latach Ryōnen oddał to stanowisko ponownie Tekisuiemu, gdyż konieczne były dalsze prace rekonstrukcyjne. Odbudowa klasztoru została zakończona w 1899 roku, roku śmierci mistrza Tekisui Giboku.
W latach 20. XX wieku opatem klasztoru został Seki Seisetsu Genjo (1877–1945). Później opatem został jego uczeń Seki Bokuo Sou'un (1903–1991).
W 1994 roku klasztor został wpisany na listę światowego dziedzictwa UNESCO jako część obiektu Zespół zabytkowy dawnego Kioto, Uji i Ōtsu.

## Architektura klasztoru i jego obiekty
Klasztor jest wyjątkiem wśród klasztorów zen, gdyż – zapewne dlatego, iż powstał w miejscu pałacu cesarskiego – nie jest zbudowany wzdłuż osi północ-południe.
Na wschodniej granicy terenów klasztoru znajdują się dwie bramy: zewnętrzna chokushimon i środkowa chūmon. Od nich droga do klasztoru biegnie na zachód. Po obu stronach drogi, która wiedzie do budynku Dharmy, znajdują się inne świątynie. Za budynkiem Dharmy znajdują się liczne inne budynki, takie jak np. duża (ōhōjō) i mała (kohōjō) siedziba opata, kuchnia, budynek mnichów (czyli budynek medytacji), tahōden – wszystkie one są stosunkowo nowymi rekonstrukcjami.
- Brama Chokushi, to parterowy budynek wybudowany w stylu yotsuashimon. Jest najstarszą budowlą klasztoru wybudowaną w stylu okresu Azuchi-Momoyama.
- Budynek Dharmy (hōjō) znajduje się w środku kompleksu, co również jest niespotykane w klasztorach zen, gdyż najważniejszym budynkiem w nich był budynek medytacji. Rekonstrukcja pochodzi z 1900 roku. Wewnątrz znajduje się posąg Buddy Siakjamuniego, po obu stronach którego znajdują się dwaj strażnicy. Dekoracyjne malarstwo na suficie zwane unryū (雲龍図, wyobrażenie smoka chmur) jest dziełem Suzuki Shōnena.
- Ōhōjō pochodzi z 1899 roku.
- Kohōjō pochodzi z 1924 roku.
- Tahōden został wybudowany z 1934 roku. Jest wierną rekonstrukcją w stylu okresu Kamakury. Wewnątrz znajduje się drewniana figura cesarza Go-Daigo.
- Na terenach klasztornych znajdują się także groby (kuri) cesarzy Kameyamy i Go-Sagi.

### Obiekty kulturalne
- Trzy portrety Musō Sosekiego, wyobrażenia bodhisattwy Awalokiteśwary i Seiryō Hōgen Zenji
- Drewniany posąg Buddy Gautamy (Śakjamuniego)
- Archiwalne zbiory ilustracji i tekstów jakich jak Shanaingoryō-ezu (遮那院御領絵図), Ōkoshokyōkanji-no-ezu (往古諸郷館地之絵図), Ōeikinmyō-ezu (応永鈞命絵図), Tōryōeiyo-bakuseki (東陵永與墨蹟) i pisma Chikafusy Kitabake

## Adres klasztoru
- 68 Susukinobaba-cho, Saga Tenryu-ji, Ukyo-ku
- 右京区嵯峨天龍寺芒ノ馬場町68

## Galeria

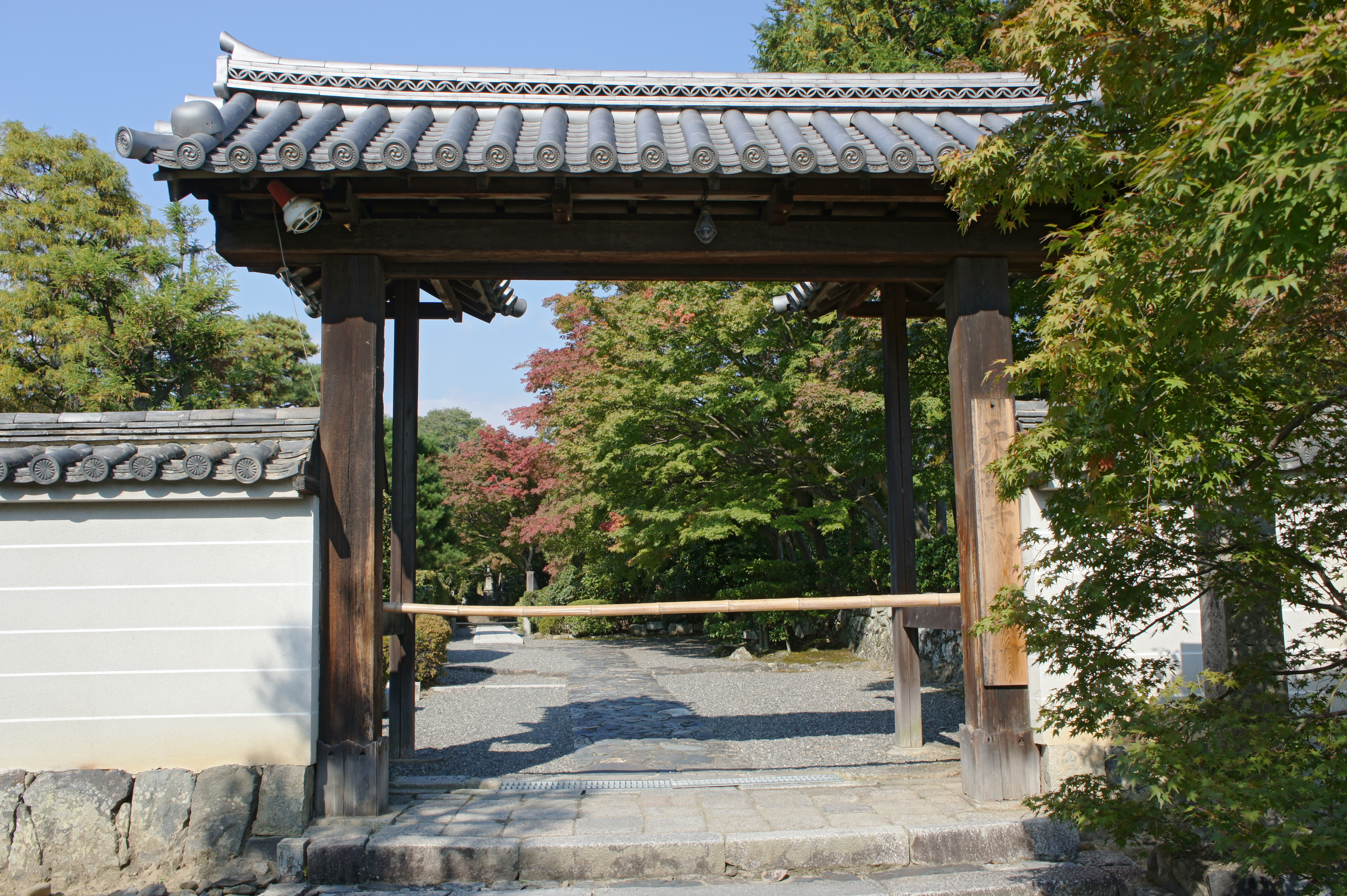
Brama
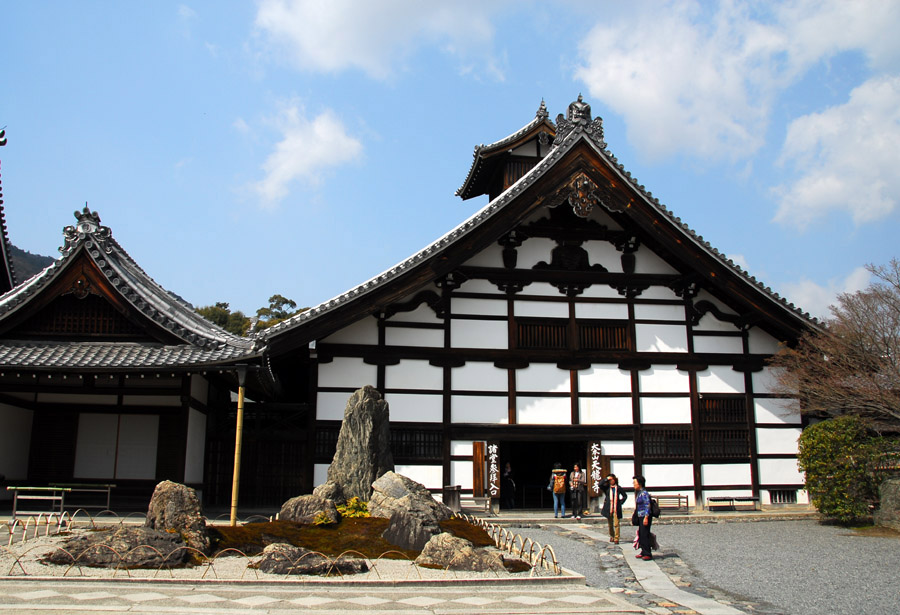
Wejście frontowe
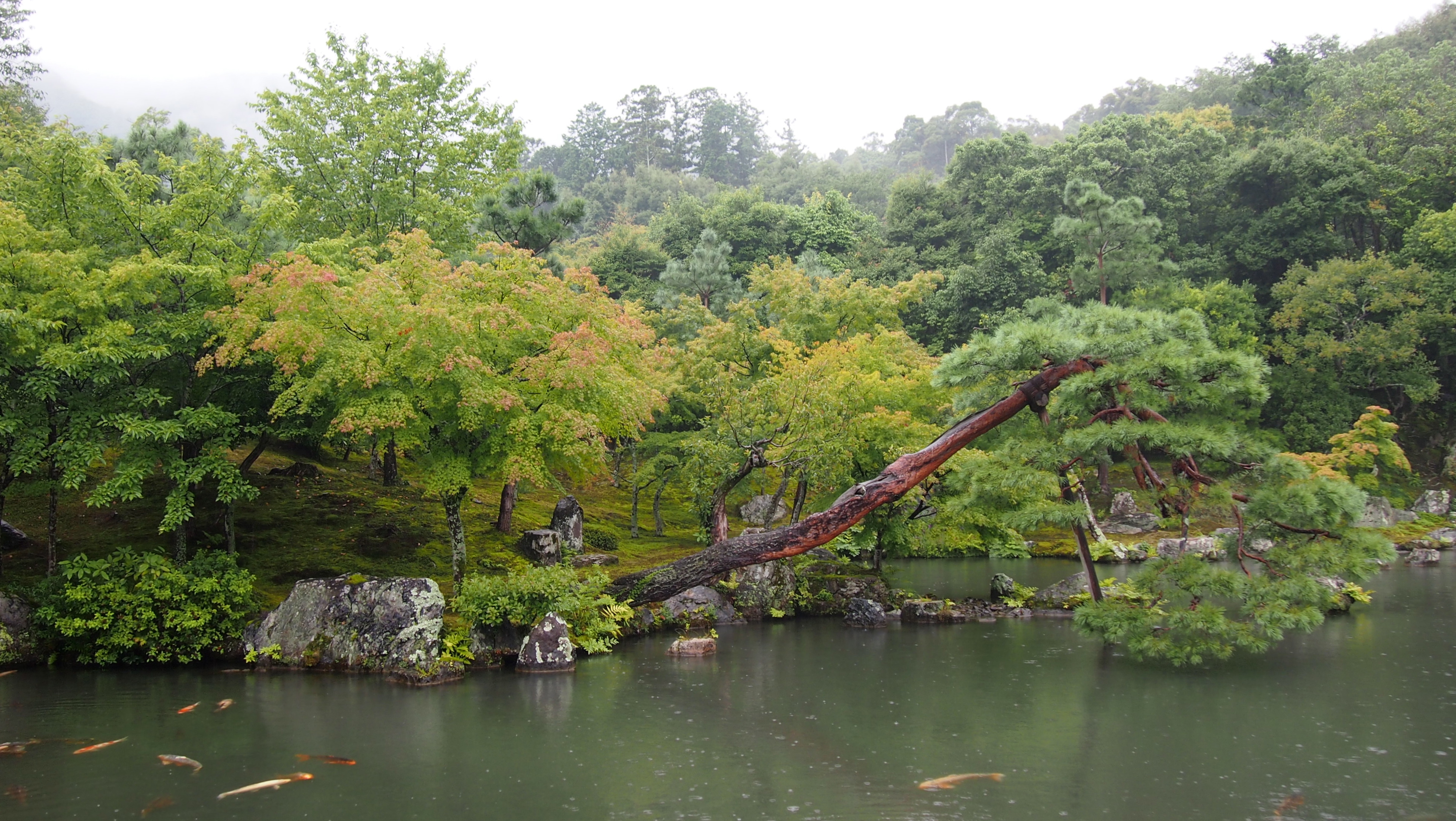
Staw
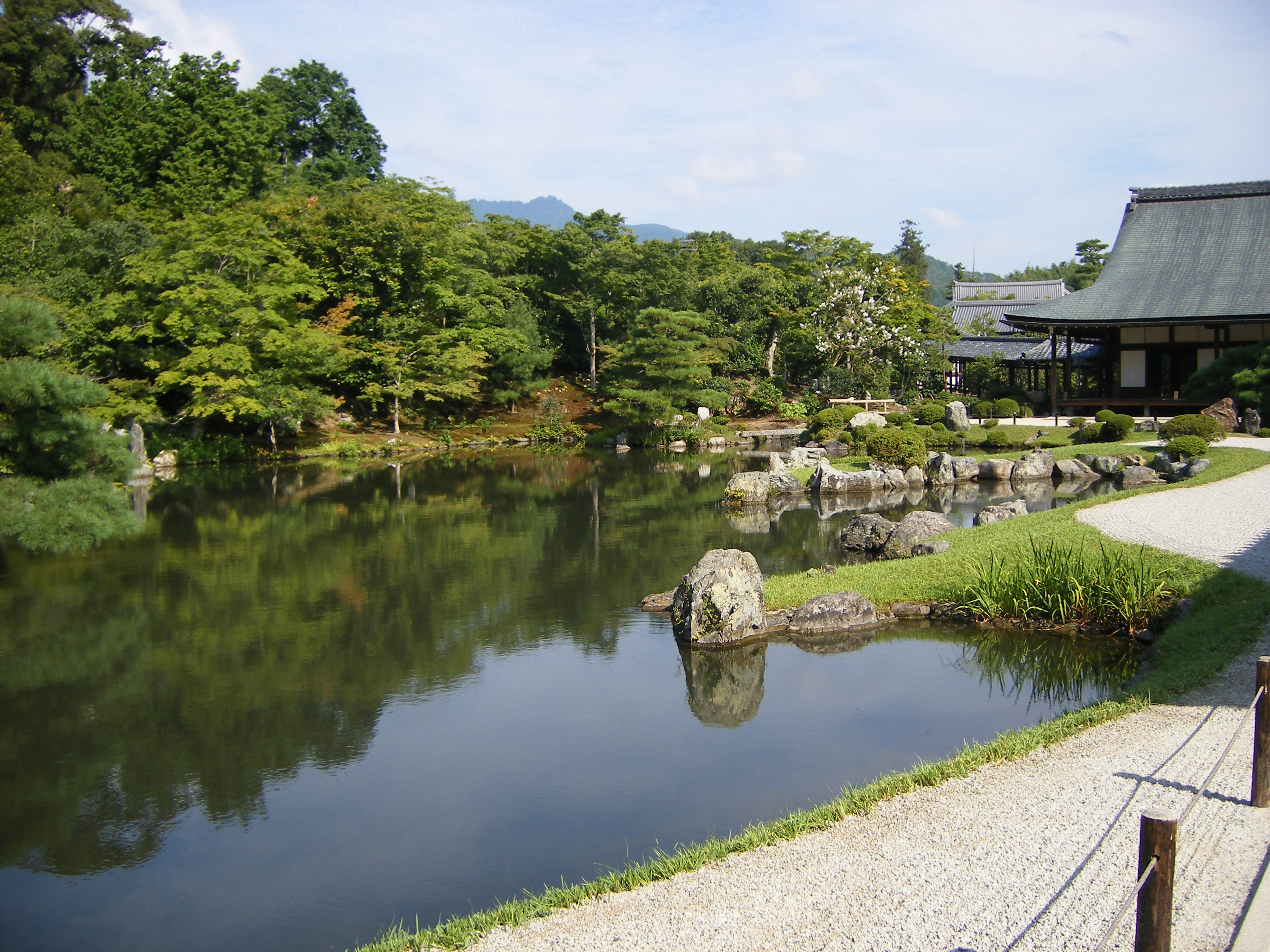
Staw
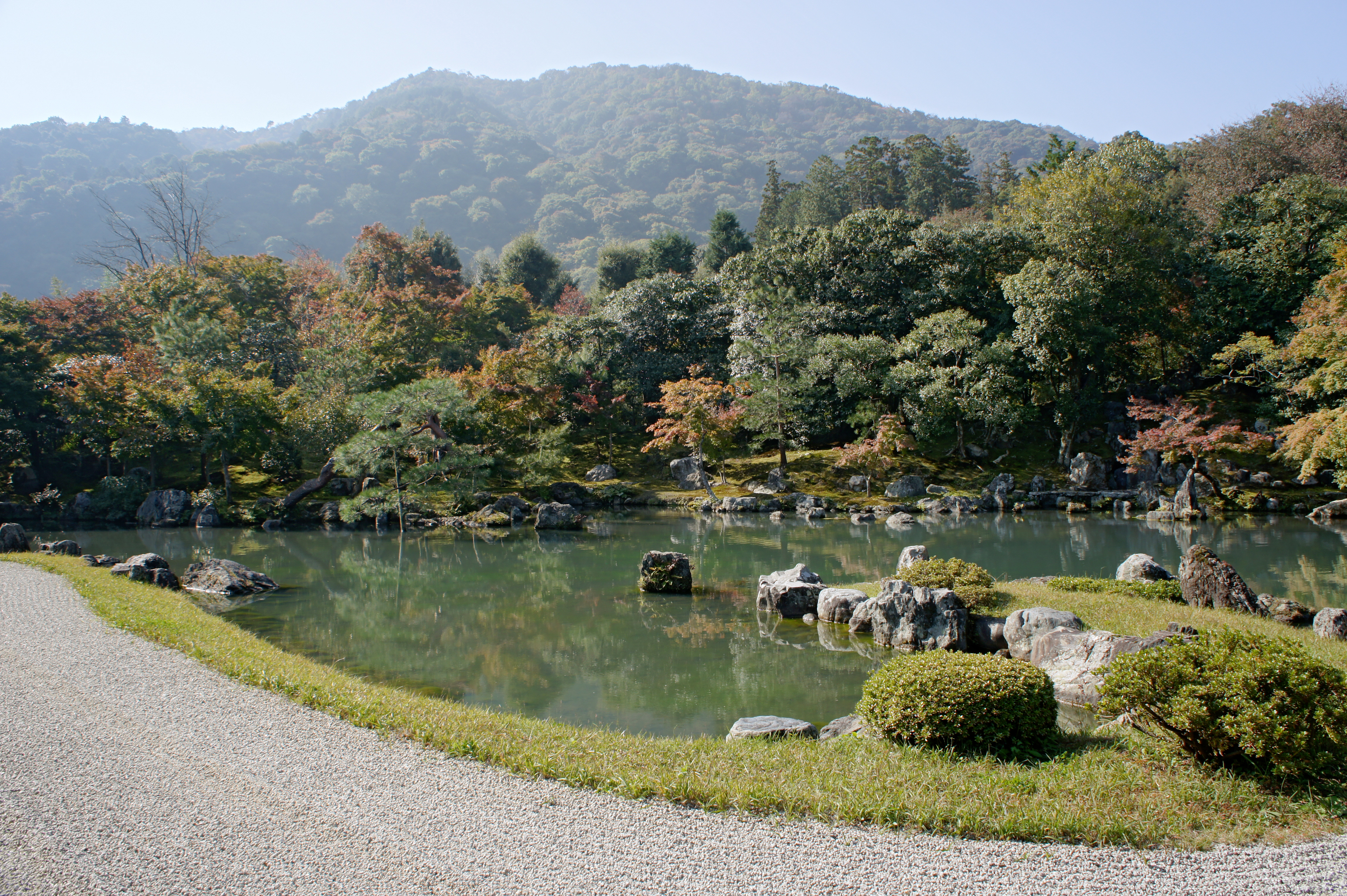
Staw
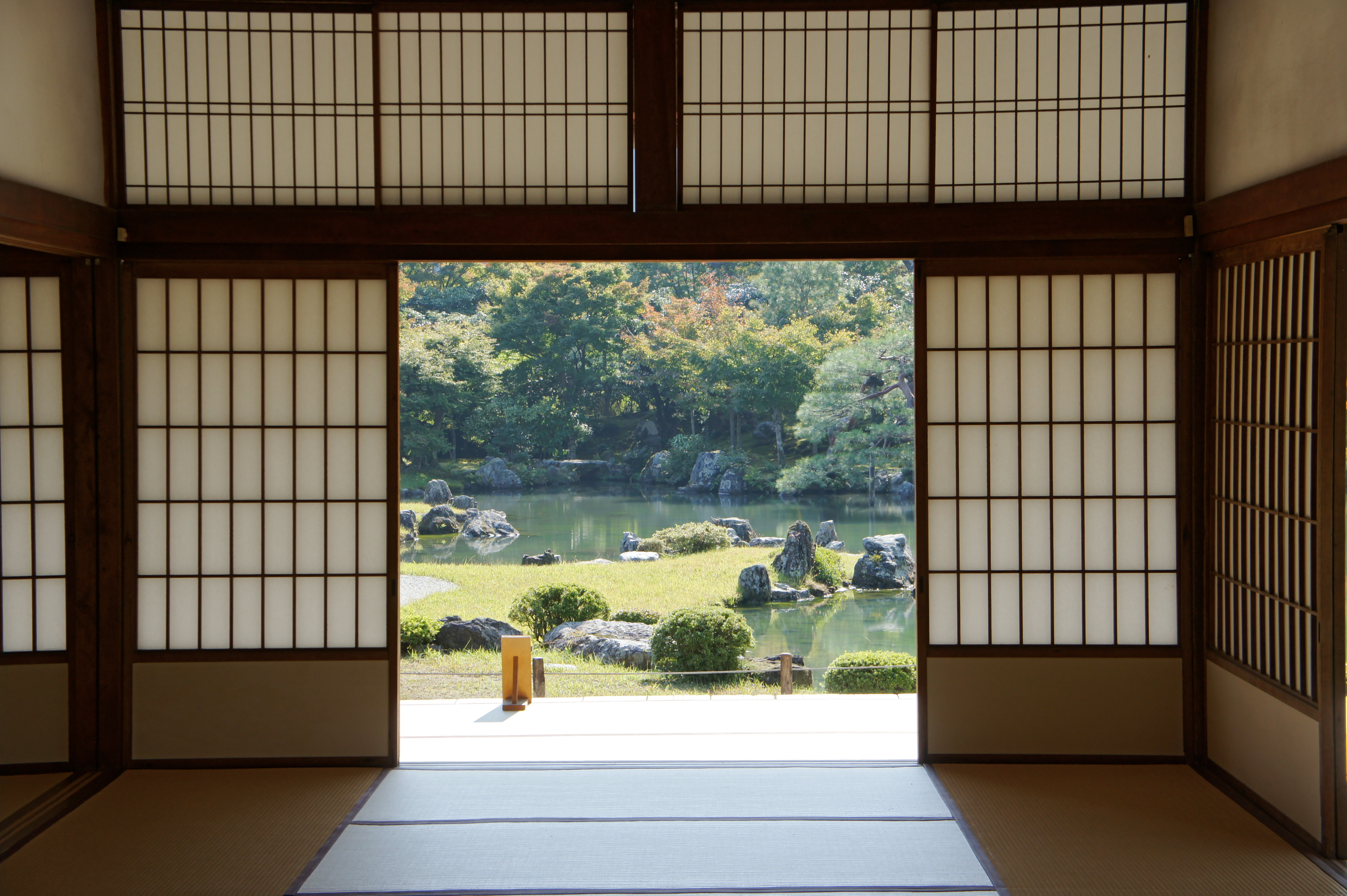
Widok na staw z wnętrza
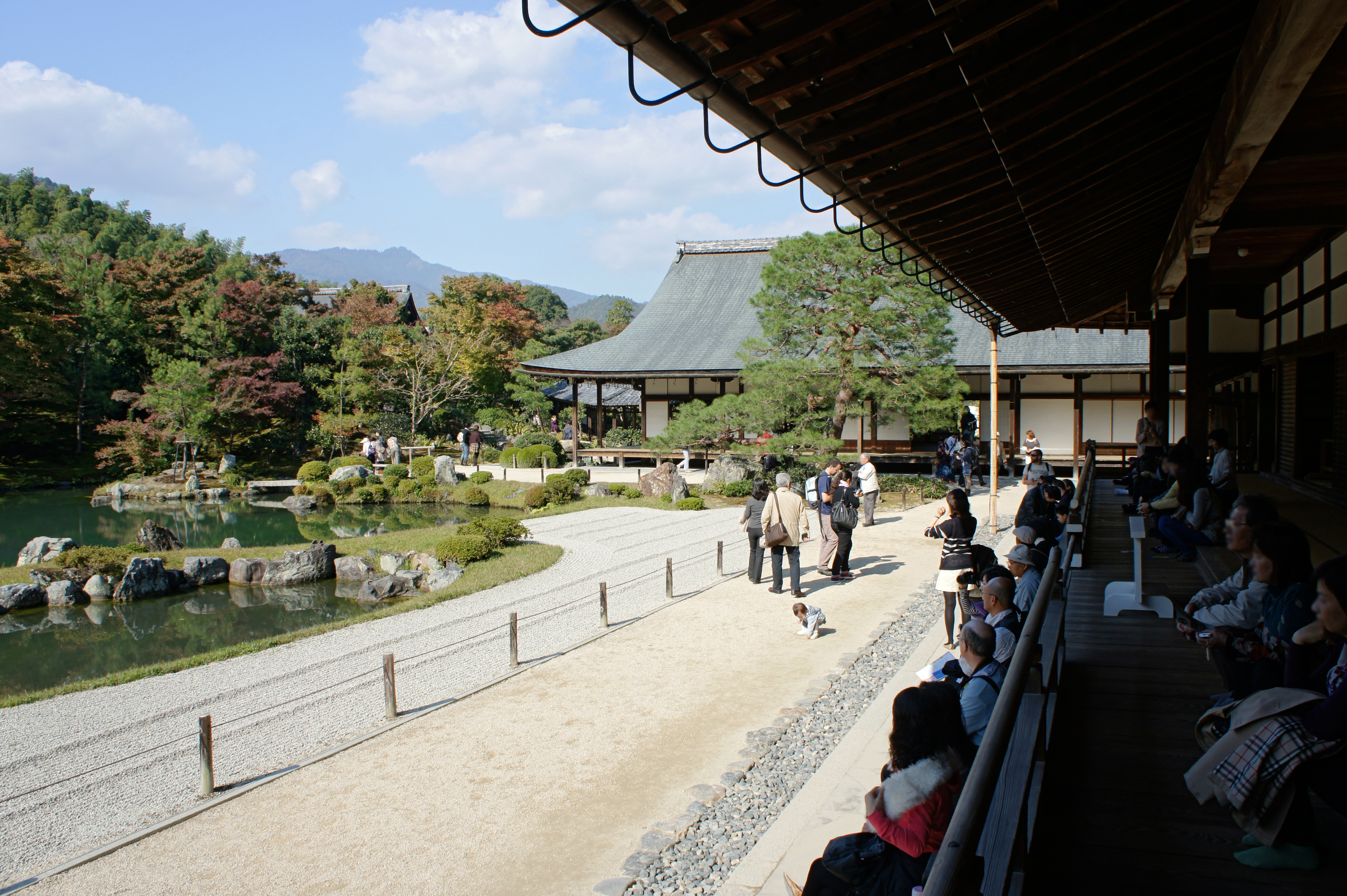
Kontemplacja stawu
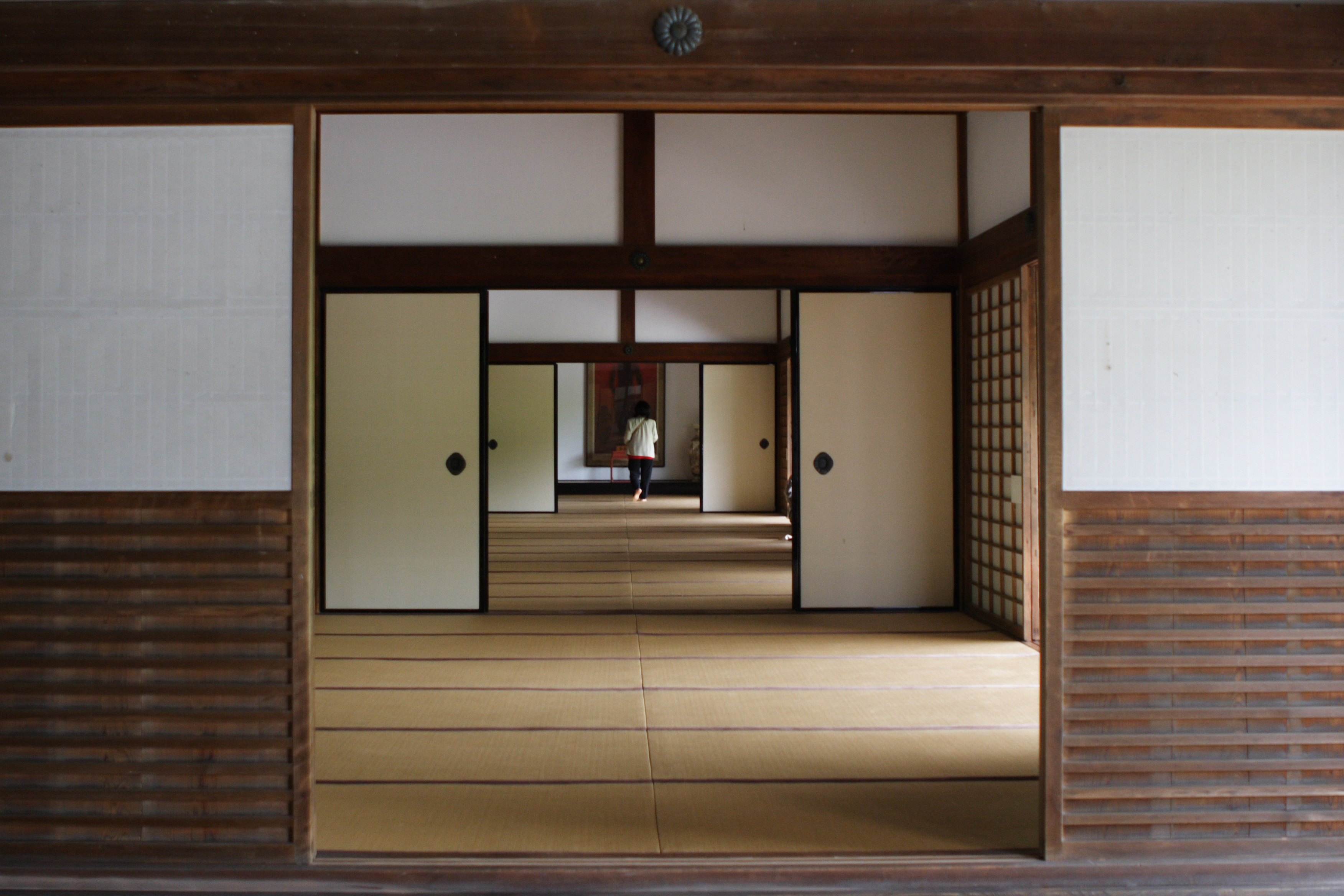
Rozsuwane drzwi (fusuma)
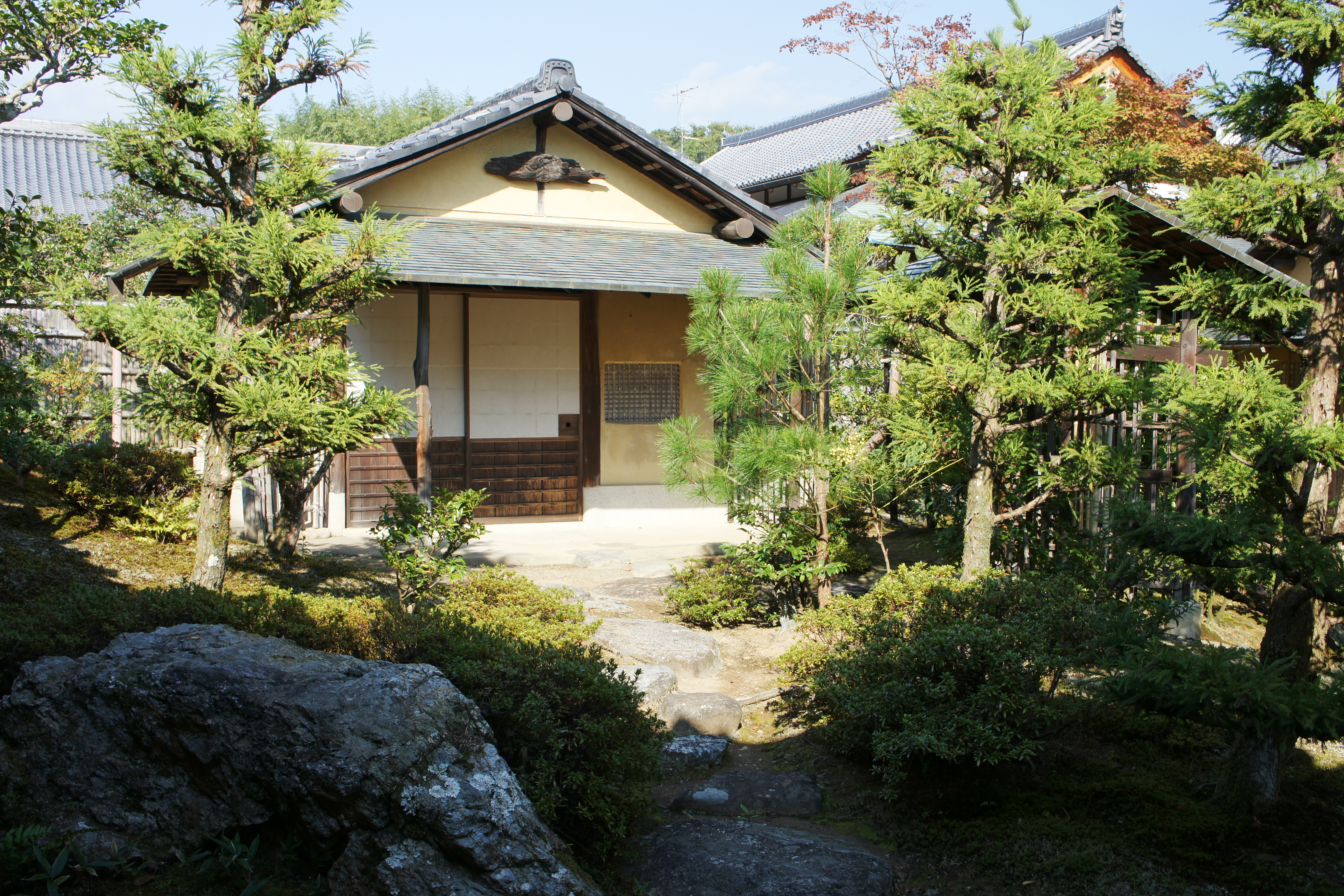
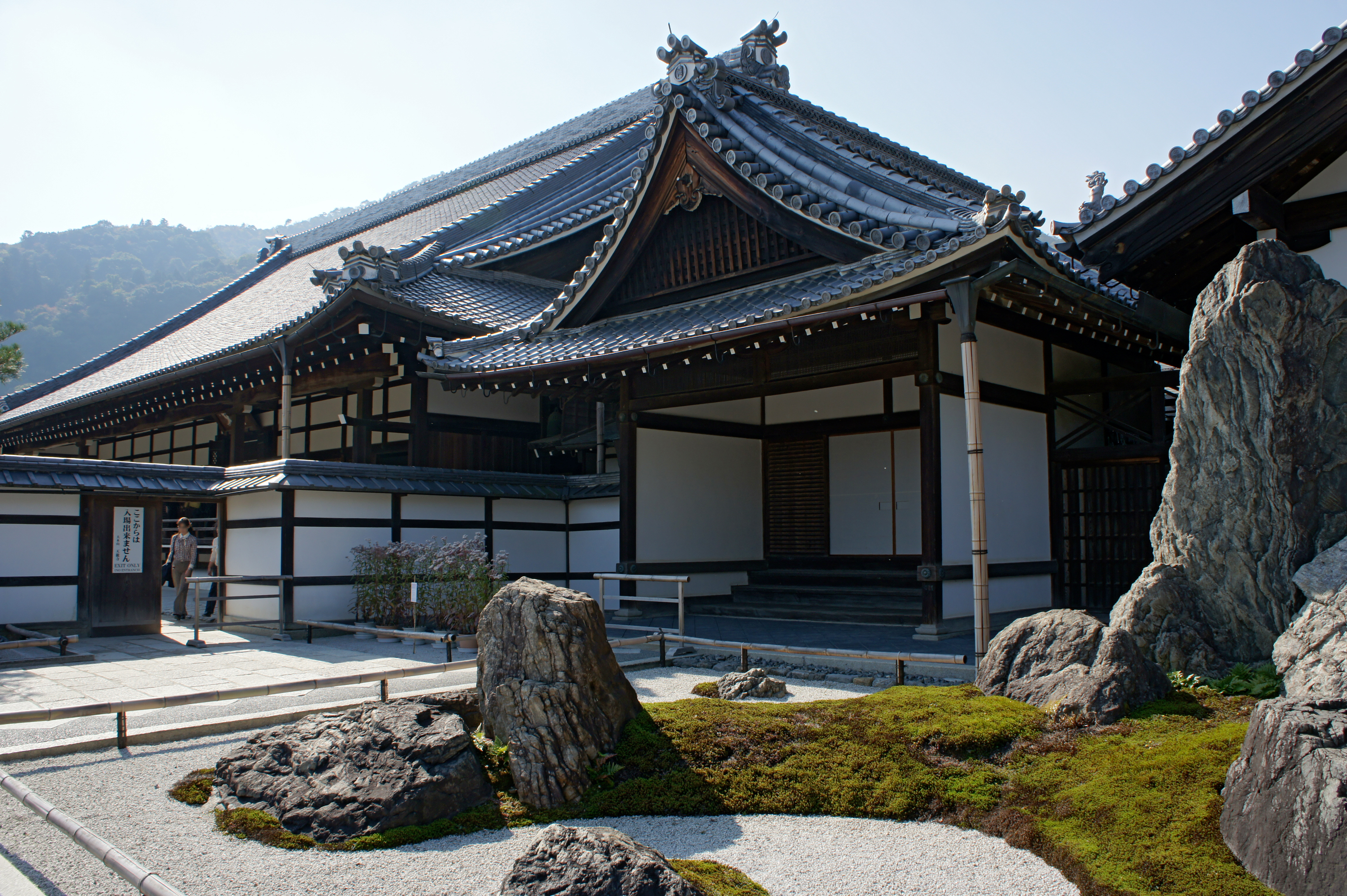
Ogród skalny
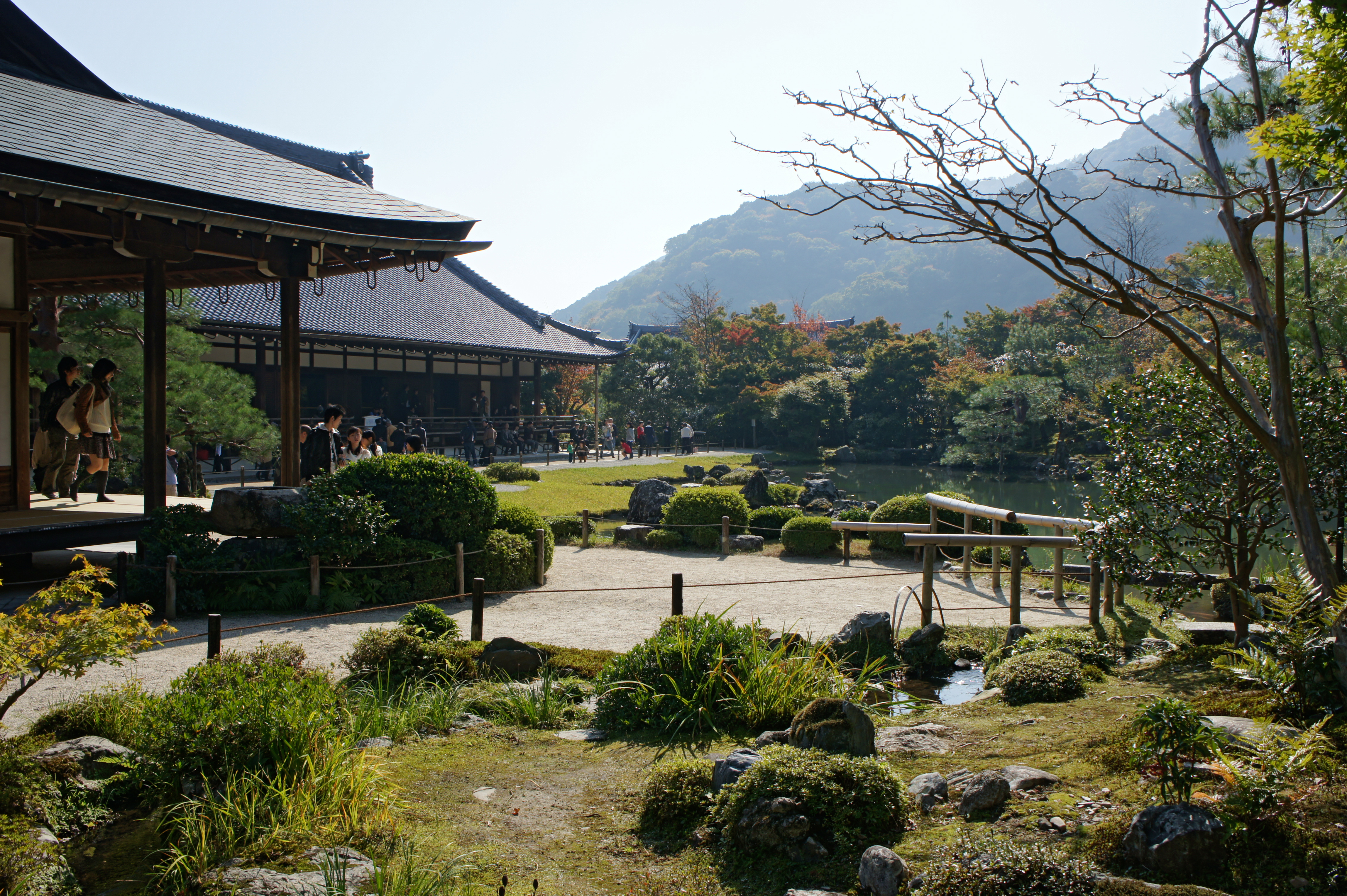
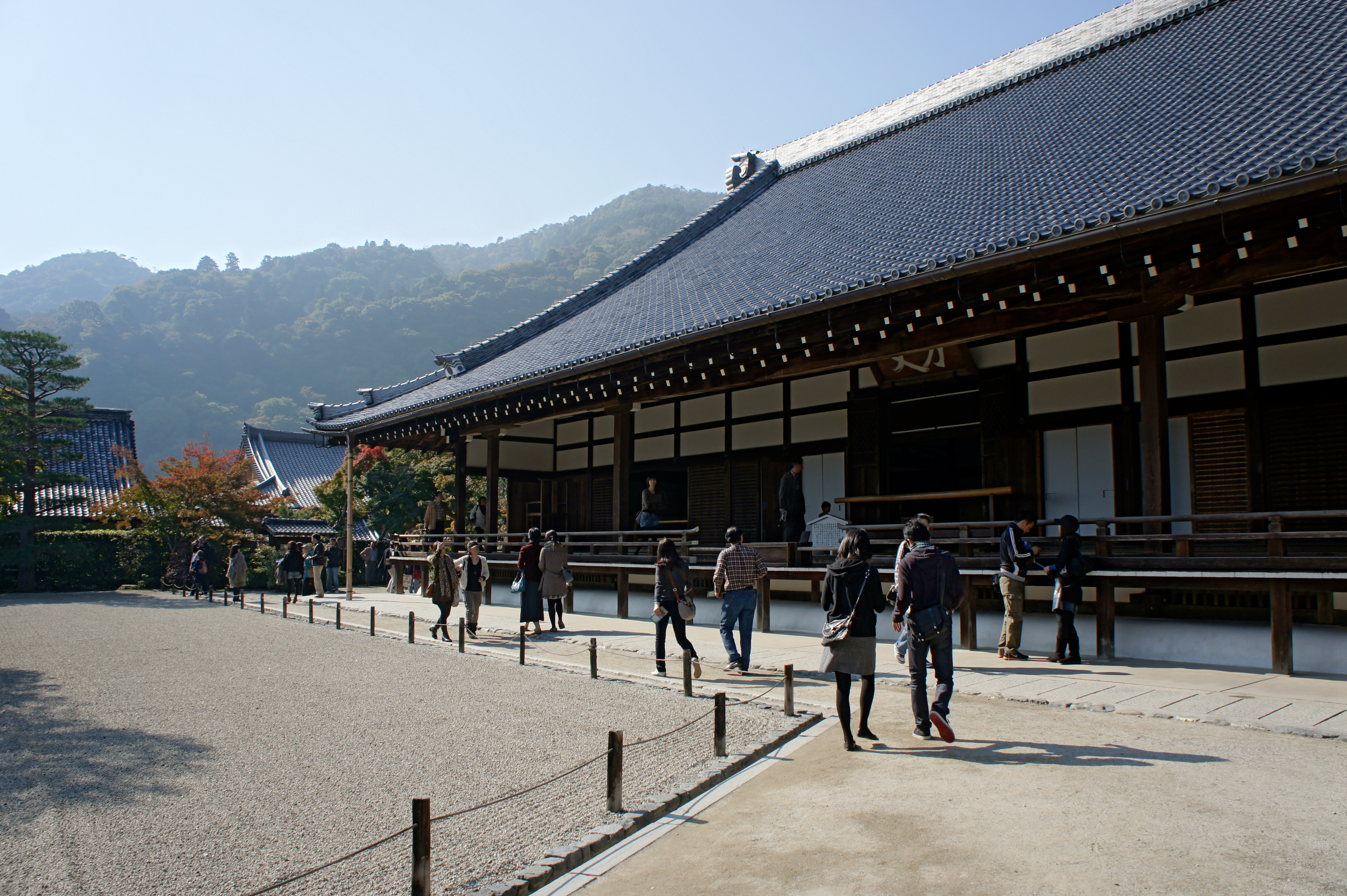
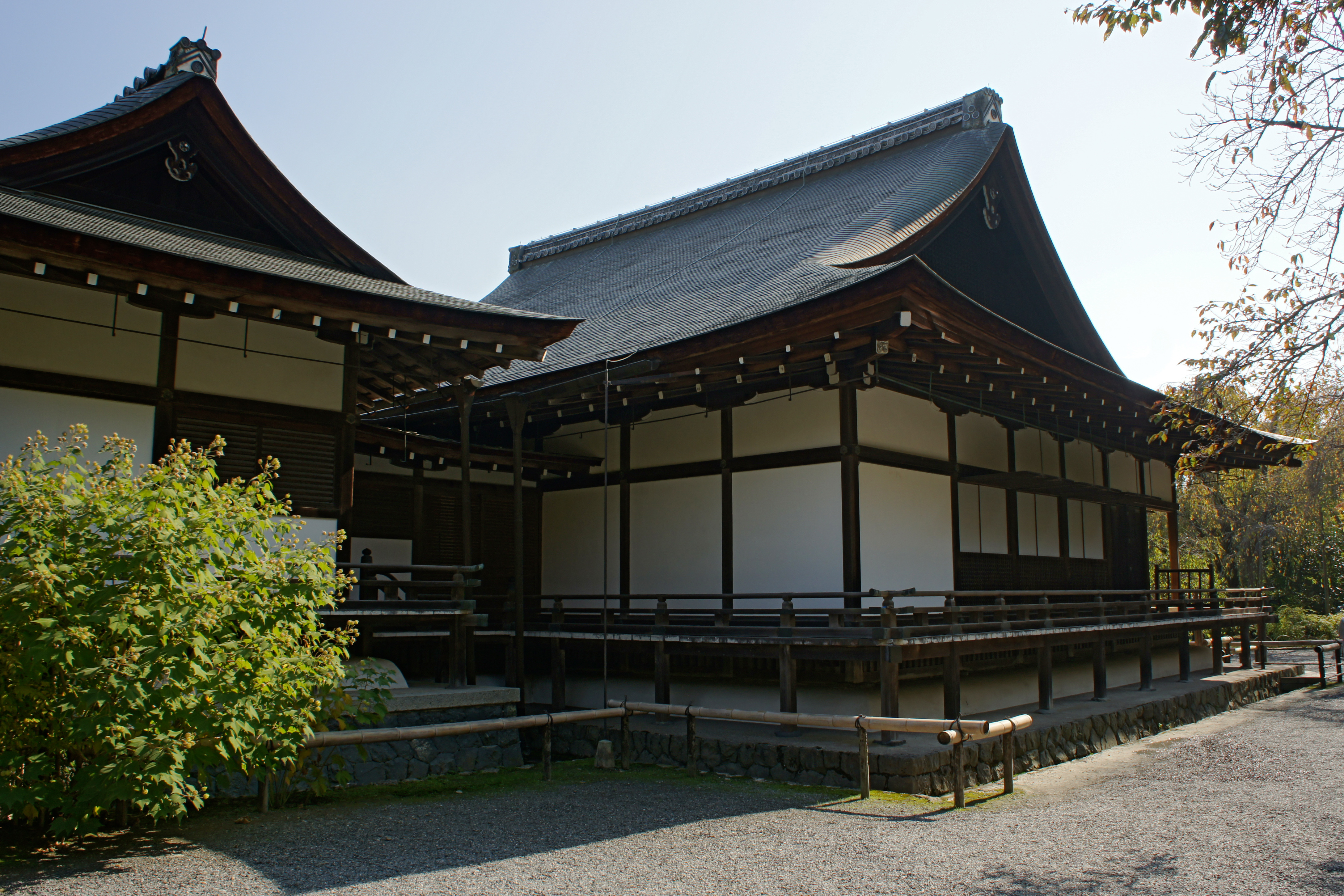
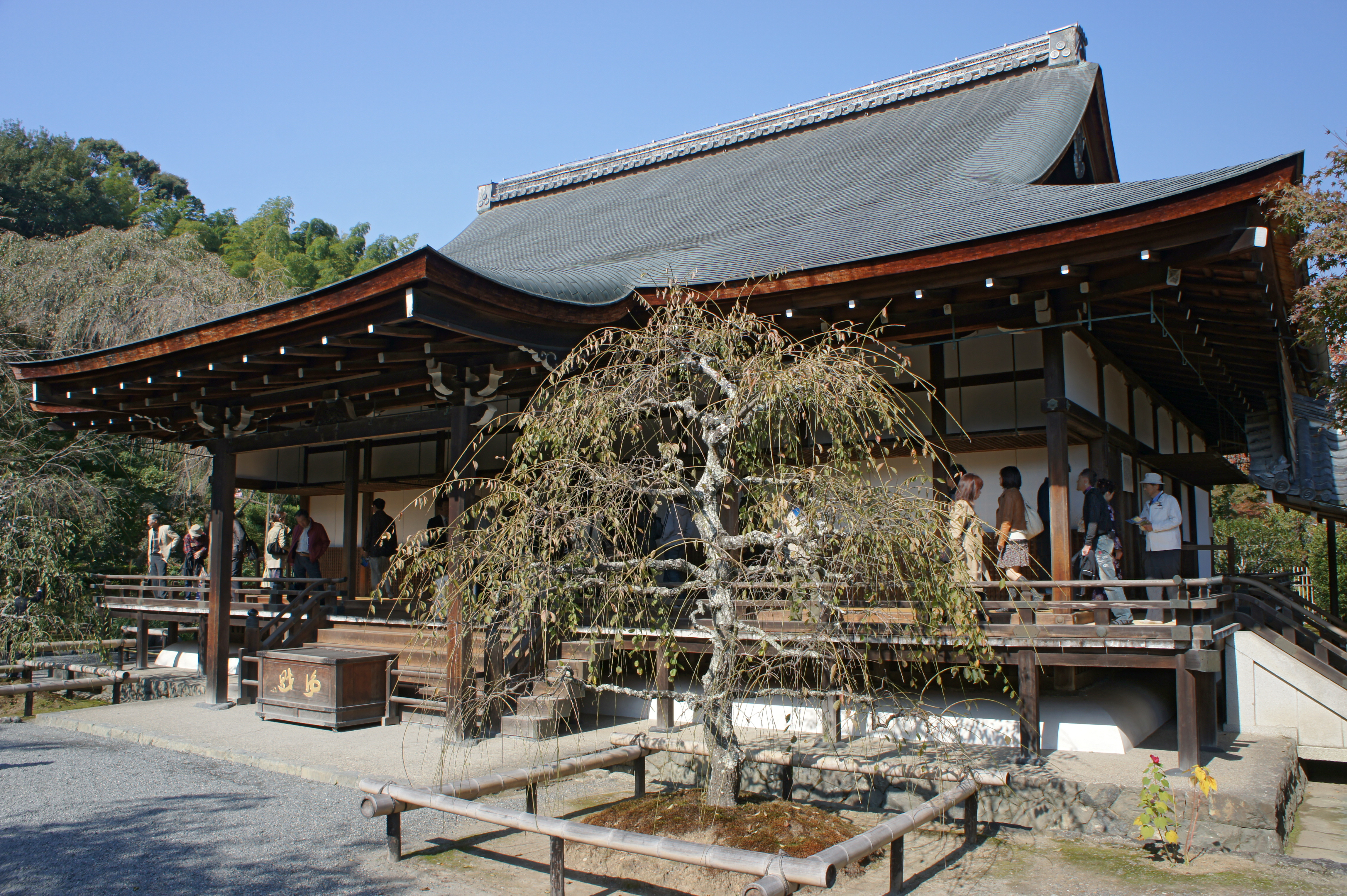
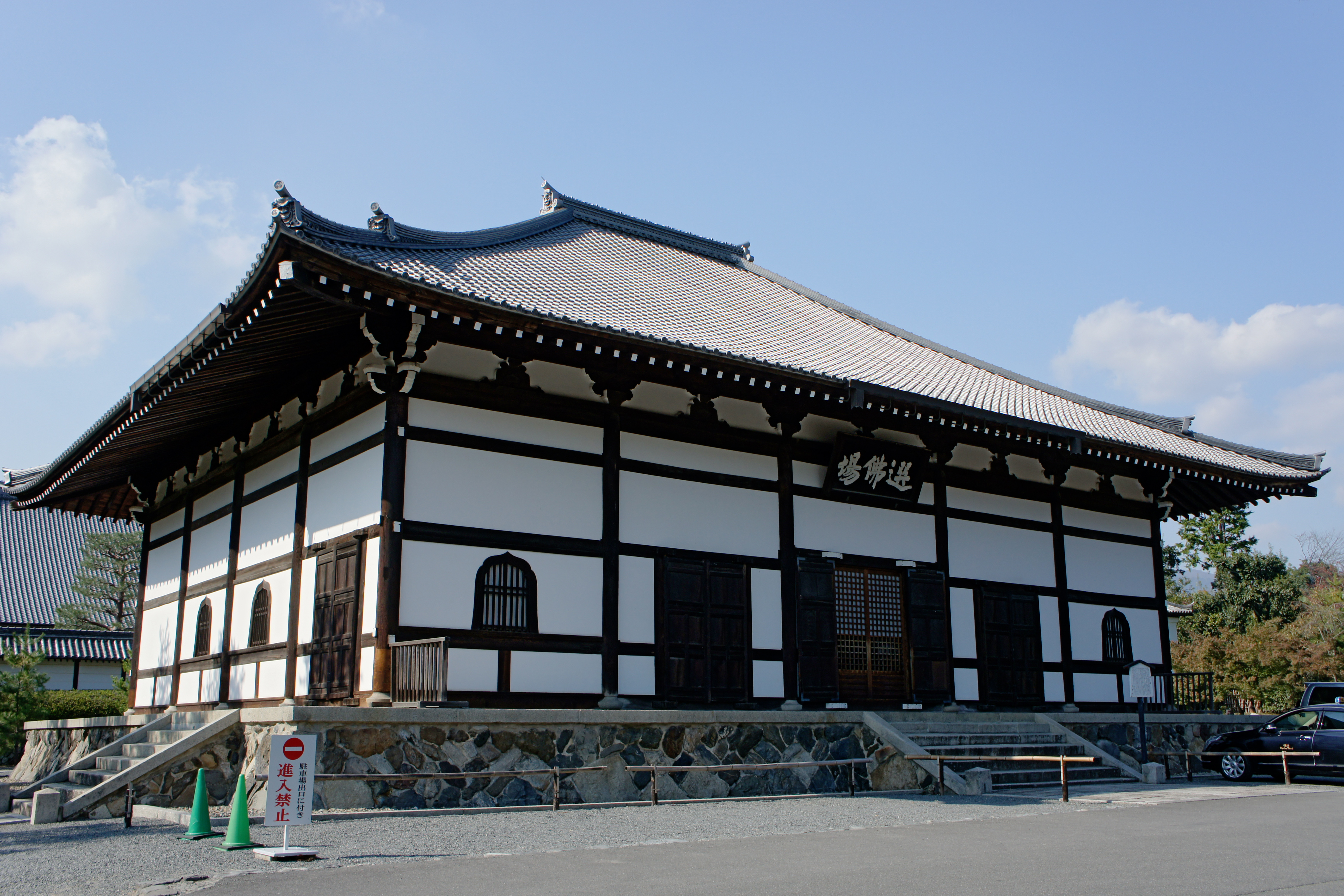
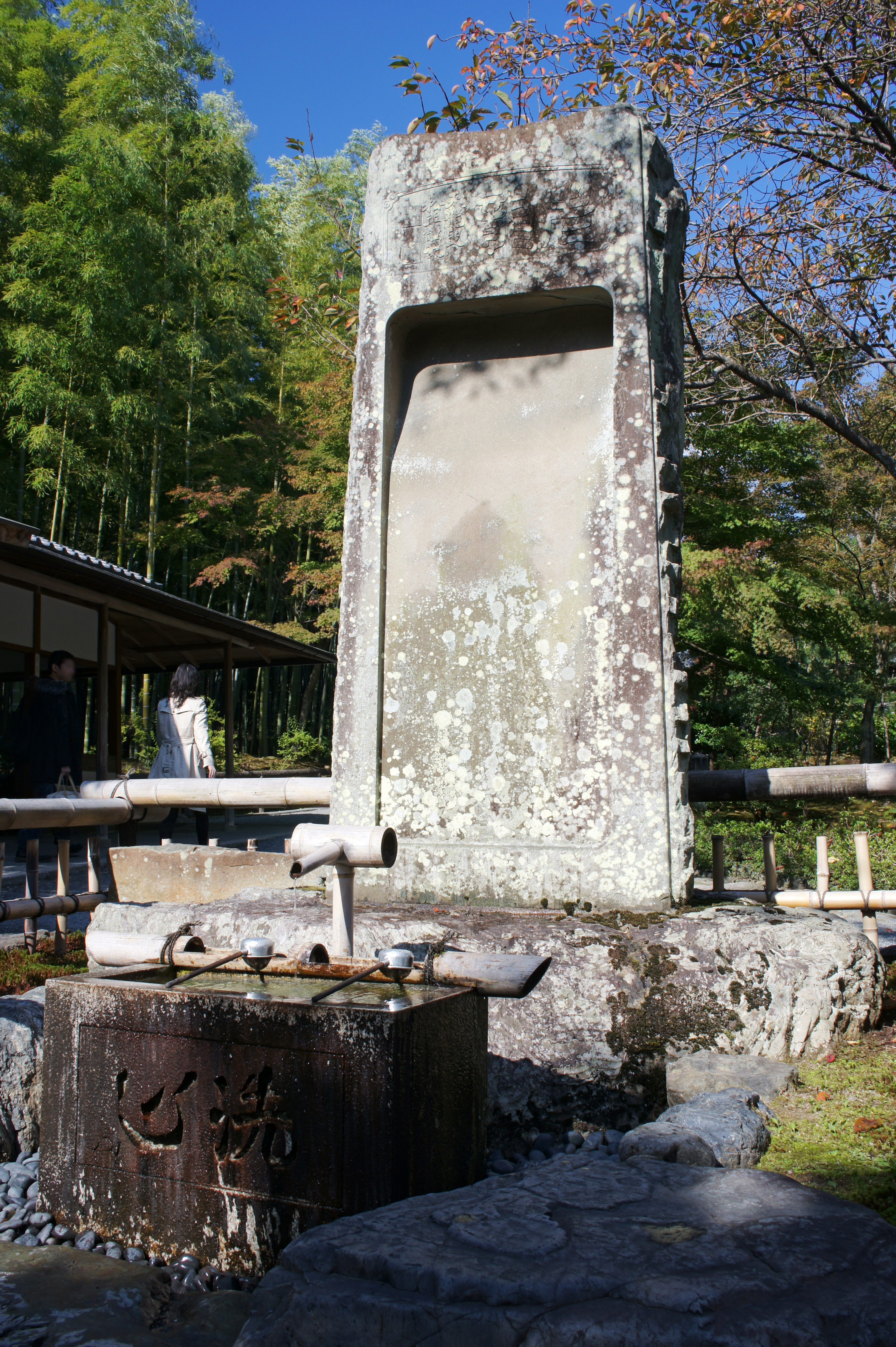